# Malaia (Vâlcea)
Pour les articles homonymes, voir Malaia.
Malaia est une commune du județ de Vâlcea en Roumanie.